# Forssa
Forssa és una ciutat al sud de Finlàndia, situada a la província de Finlàndia del Sud i a la regió de Tavastia Pròpia.

## Agermanaments
- Södertälje, Suècia
- Sarpsborg, Noruega
- Struer, Dinamarca
- Serpukhov, Rússia
- Gödöllő, Hongria
- Sault Ste. Marie, Canadà